# Staalbouw

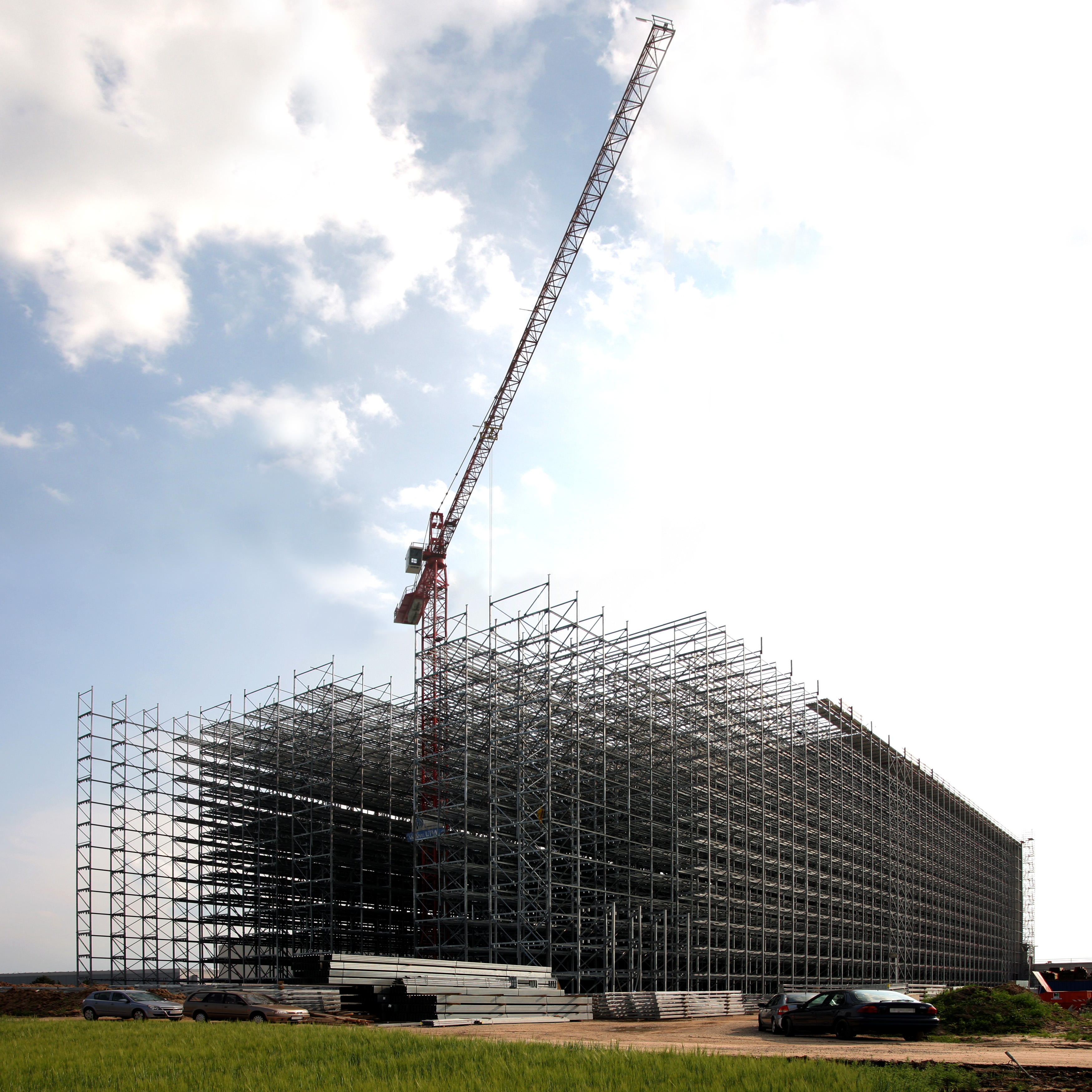
Constructie van hoogbouwmagazijn in 2008

Staalbouw is het bouwen van constructies uit staal, zoals stalen vakwerktorens en vakwerkmasten, brugconstructies, kranen en gebouwcasco's uit staalskeletbouw. In het onderwijs duidt staalbouw op de leer van het construeren en bouwen met staalconstructies, de staalbouwkunde.

## Overzicht
Staalbouw is het construeren met staal in de bouwwereld en in de civiele techniek. Het betreft enerzijds op zichzelf staande bouwwerken zoals vakwerkmasten, kranen, en brugconstructies, en anderzijds staalconstructies, die een constructie-element vormen in een gebouw. Gebouwen kunnen zijn opgebouwd uit stalen of hybride draagconstructie, al dan niet met andere karakteristieke stalen bouwdelen. Dergelijke toepassingen zijn te vinden in de utiliteitsbouw, industriebouw, en woningbouw, en verder ook in infrastructurele werken.
Staalconstructies worden in het algemeen opgebouwd uit gewalste balken, het zogenaamde profielstaal, uit plaatmetaal, en of buizen vervaardigd van constructiestaal. In deze staalconstructies worden de constructiedelen met elkaar verbonden door schroeven, lassen of klinken. Een belangrijk ontwerpelement daarbij is de knoopplaat, die de afzonderlijke elementen van de structuur met elkaar verbindt. Sommige bouwconstructies zijn geheel samengesteld uit staal, terwijl veel andere bouwwerken worden opgebouwd uit een skeletconstructie in beton en staal.
Staalconstructies dienen te voldoen aan ontwerpvereisten van sterkte, stijfheid en stabiliteit, zoals vastgelegd in verschillende normen. De eurocode heeft een algemene norm voor het ontwerp van staalconstructies, de Eurocode 3: Ontwerp van staalconstructies (EN 1993). Stalen componenten, die aan het weer worden blootgesteld, dienen te worden voorzien van een oppervlaktebehandeling ter beschermd tegen corrosie. In bouwconstructies worden ook eisen gesteld aan de brandveiligheid, waaraan kan worden voldaan door het gebruik van brandwerende coatings.

## Bekende bouwwerken met staalbouw
Voorlopers, bouwwerken van gietijzer of puddelstaal, een staal uit gietijzer: 

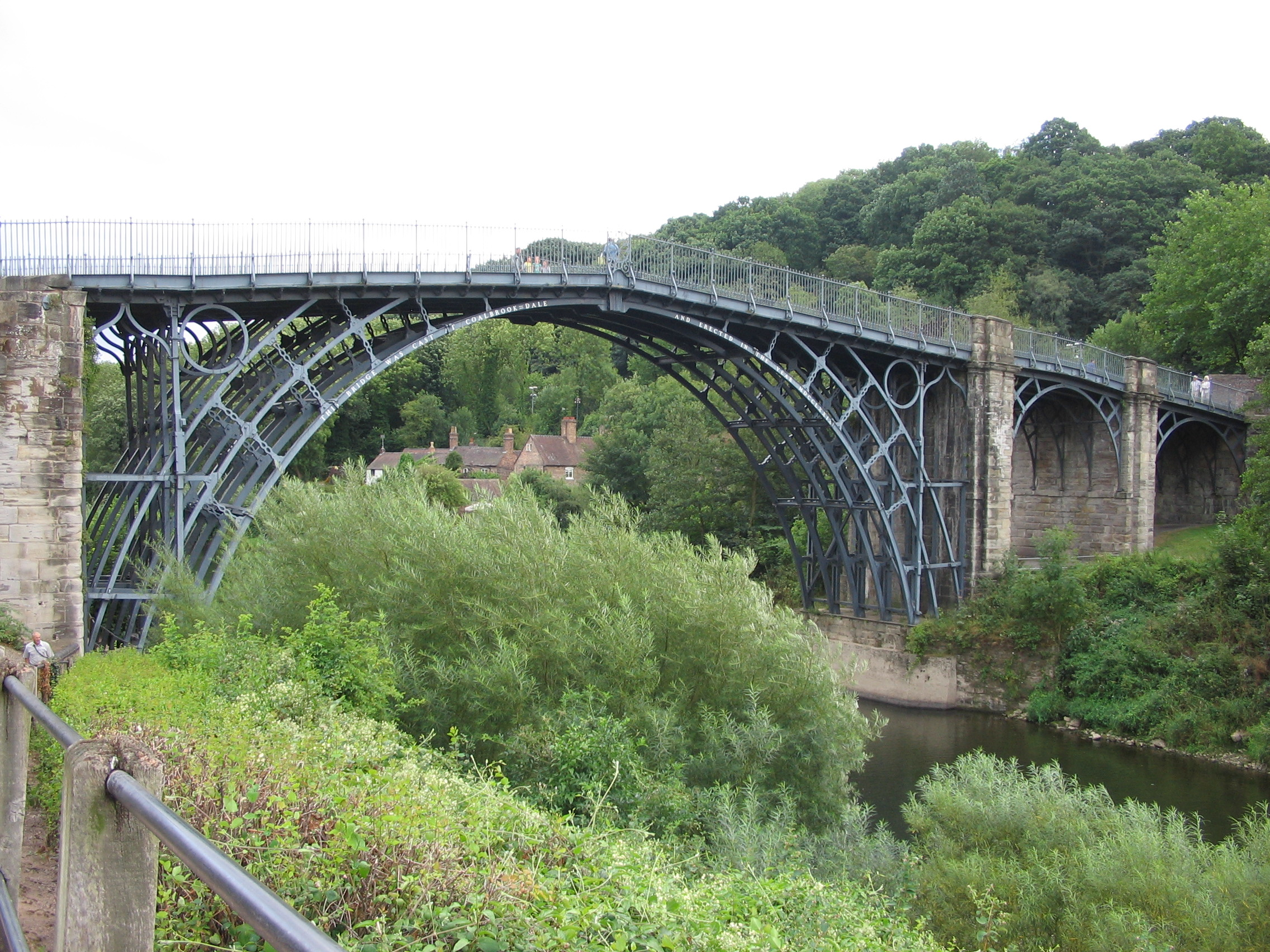
Iron Bridge, 1779.
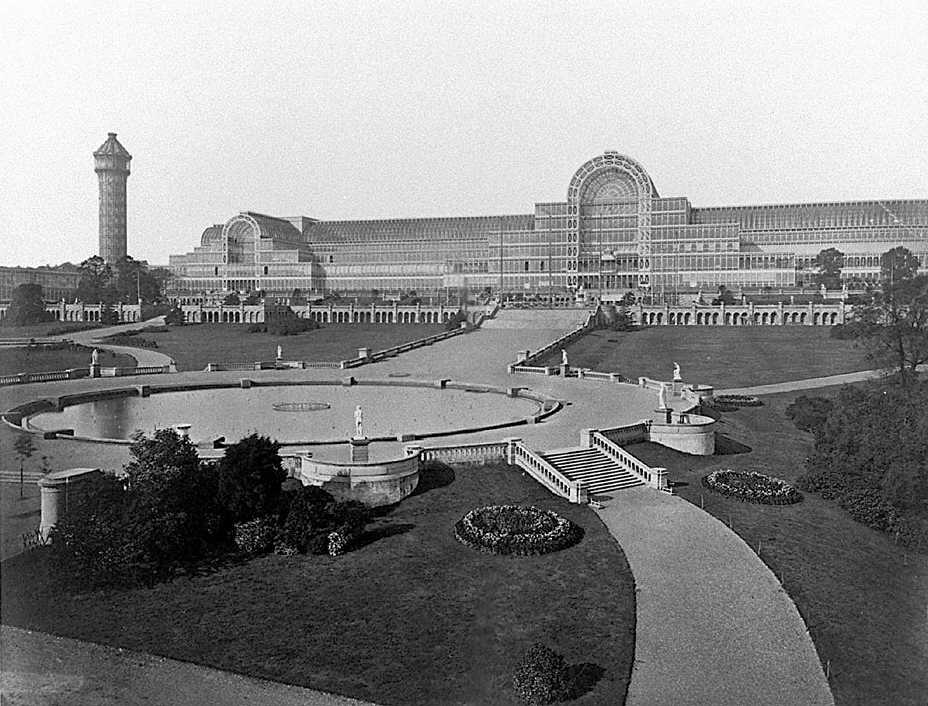
Crystal Palace, 1851.
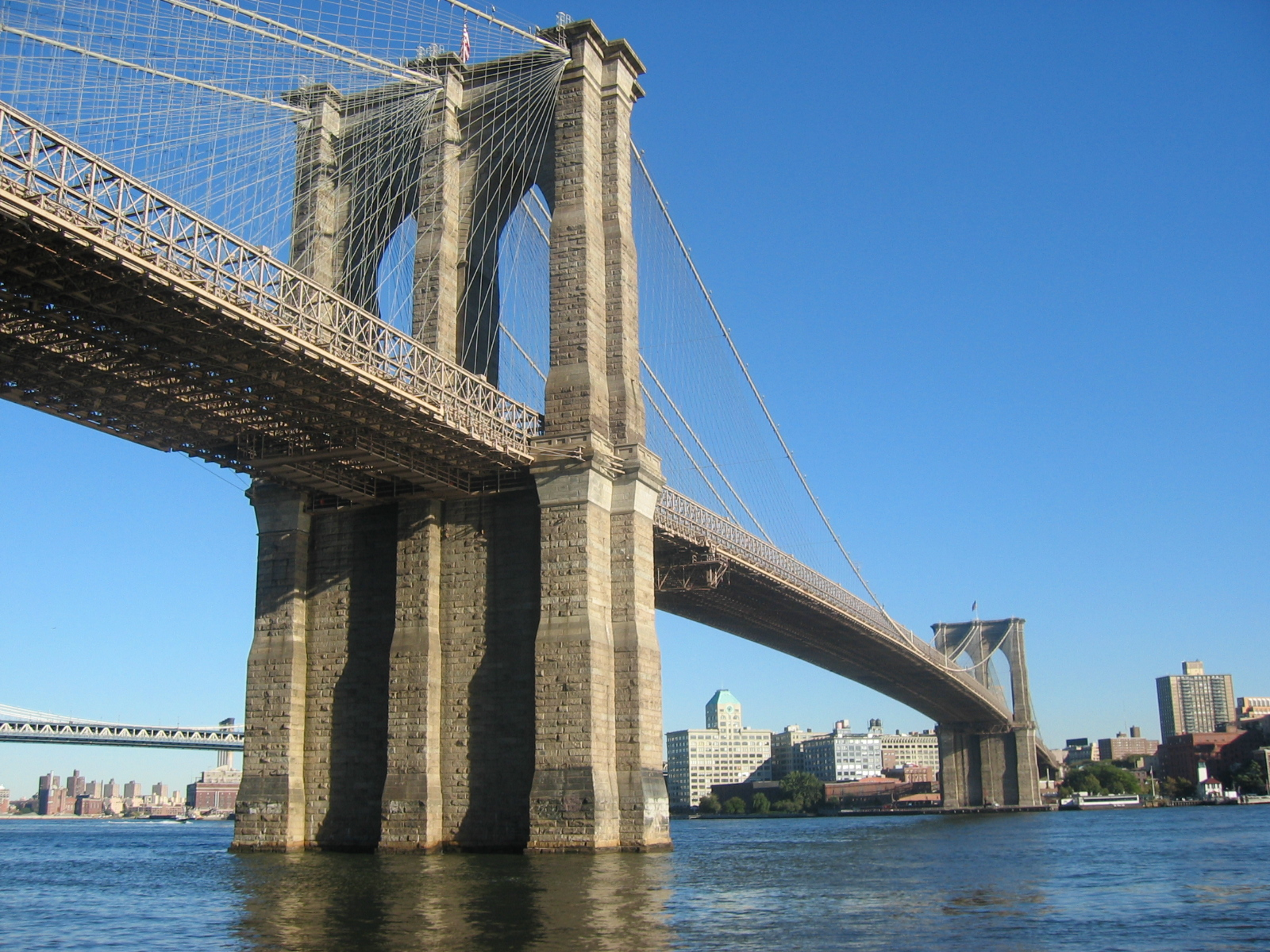
Brooklyn Bridge, 1883.
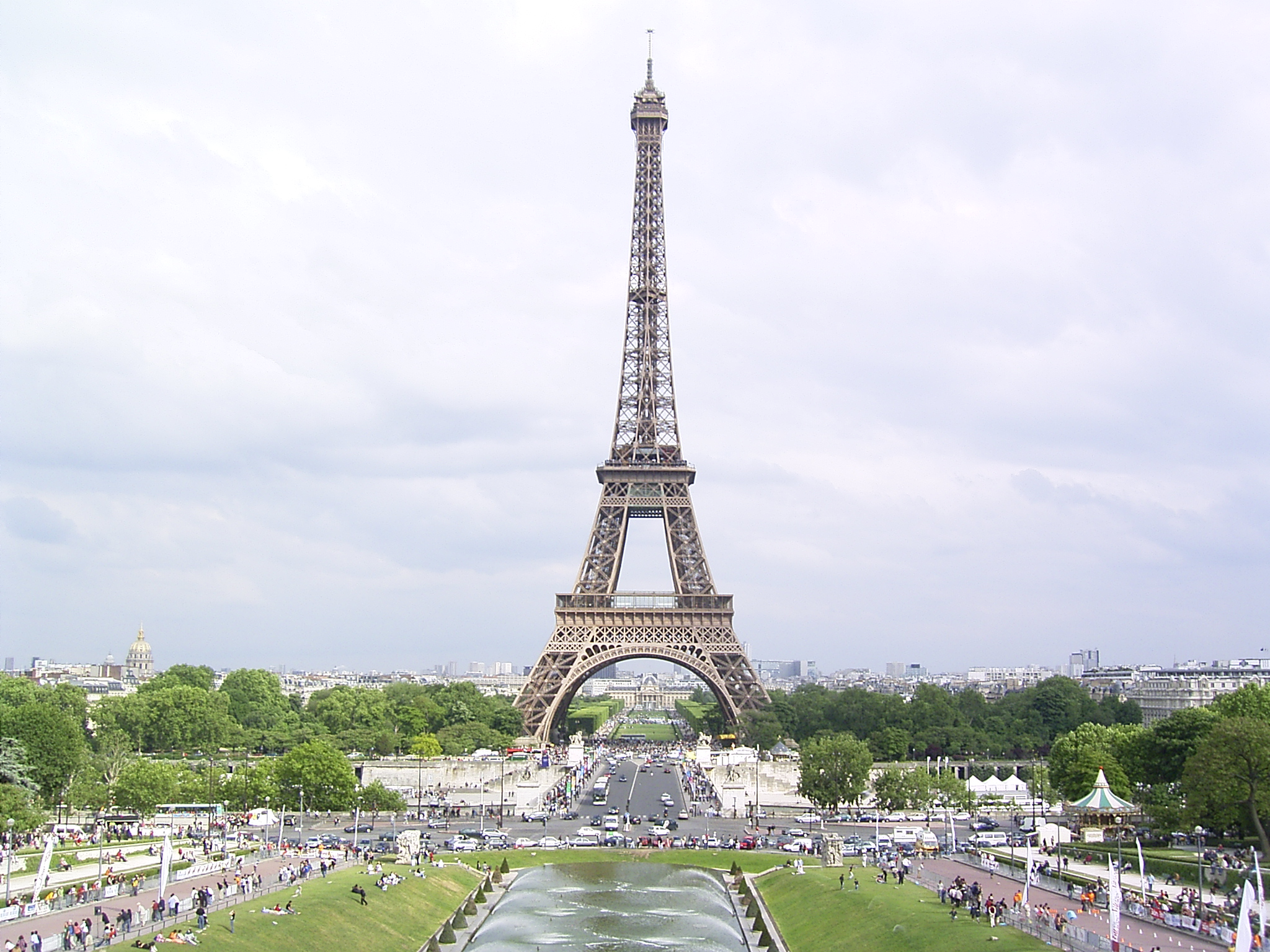
Eiffeltoren, 1889, uit puddelstaal.

Vanaf eind 19e eeuw het begin van de moderne staalbouw:

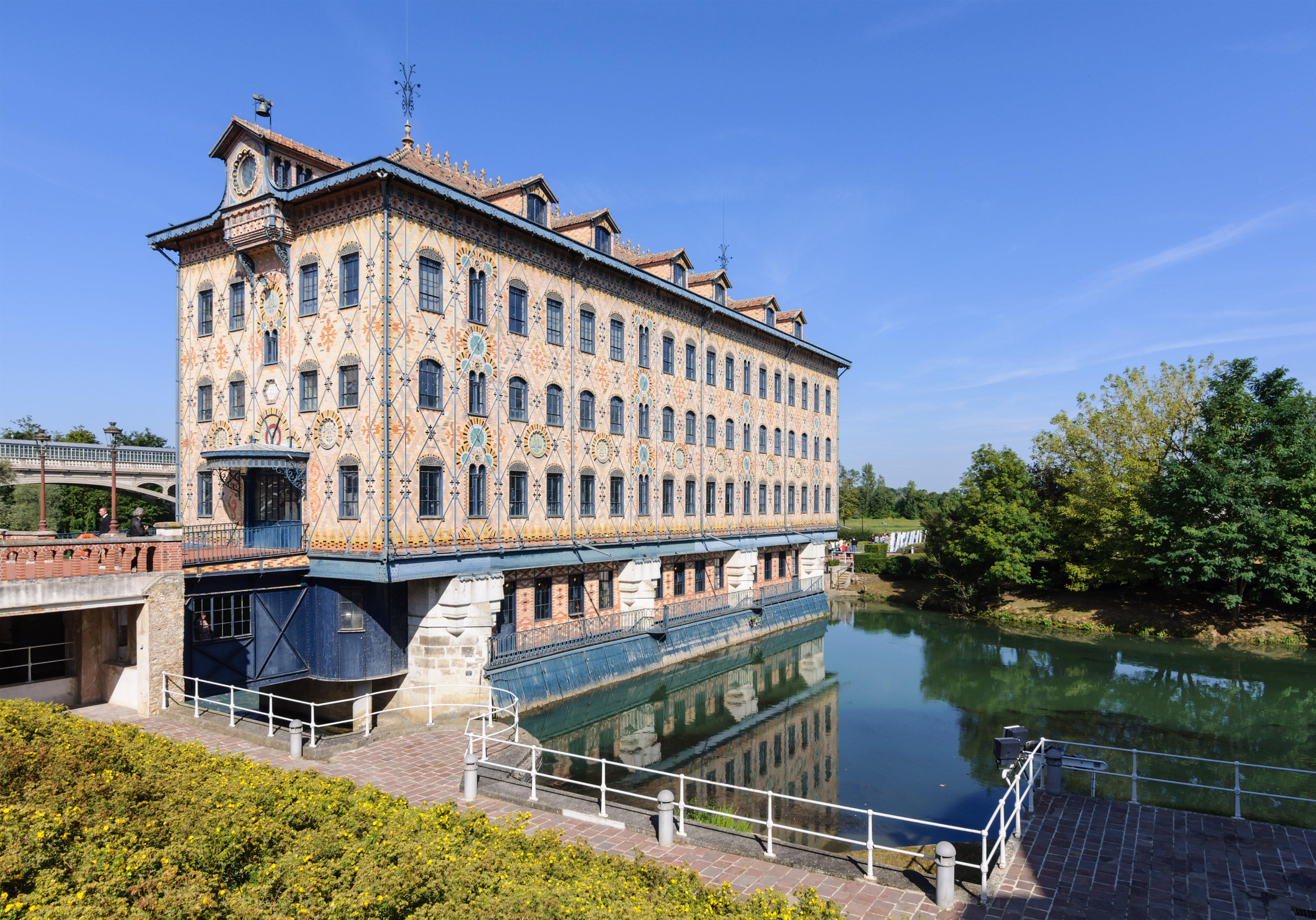
Menier-chocoladefabriek, 1870
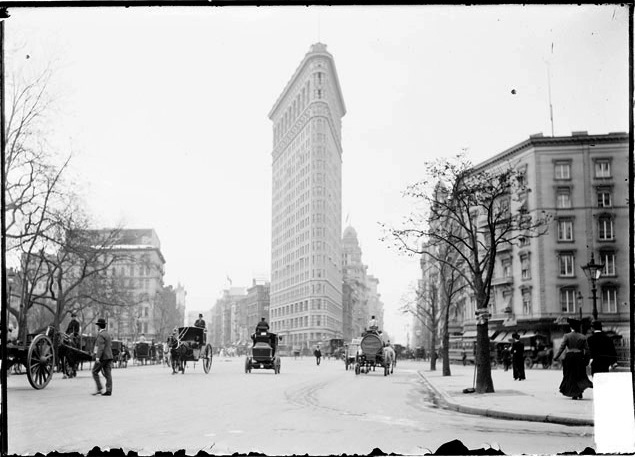
Flatiron Building, 1902.
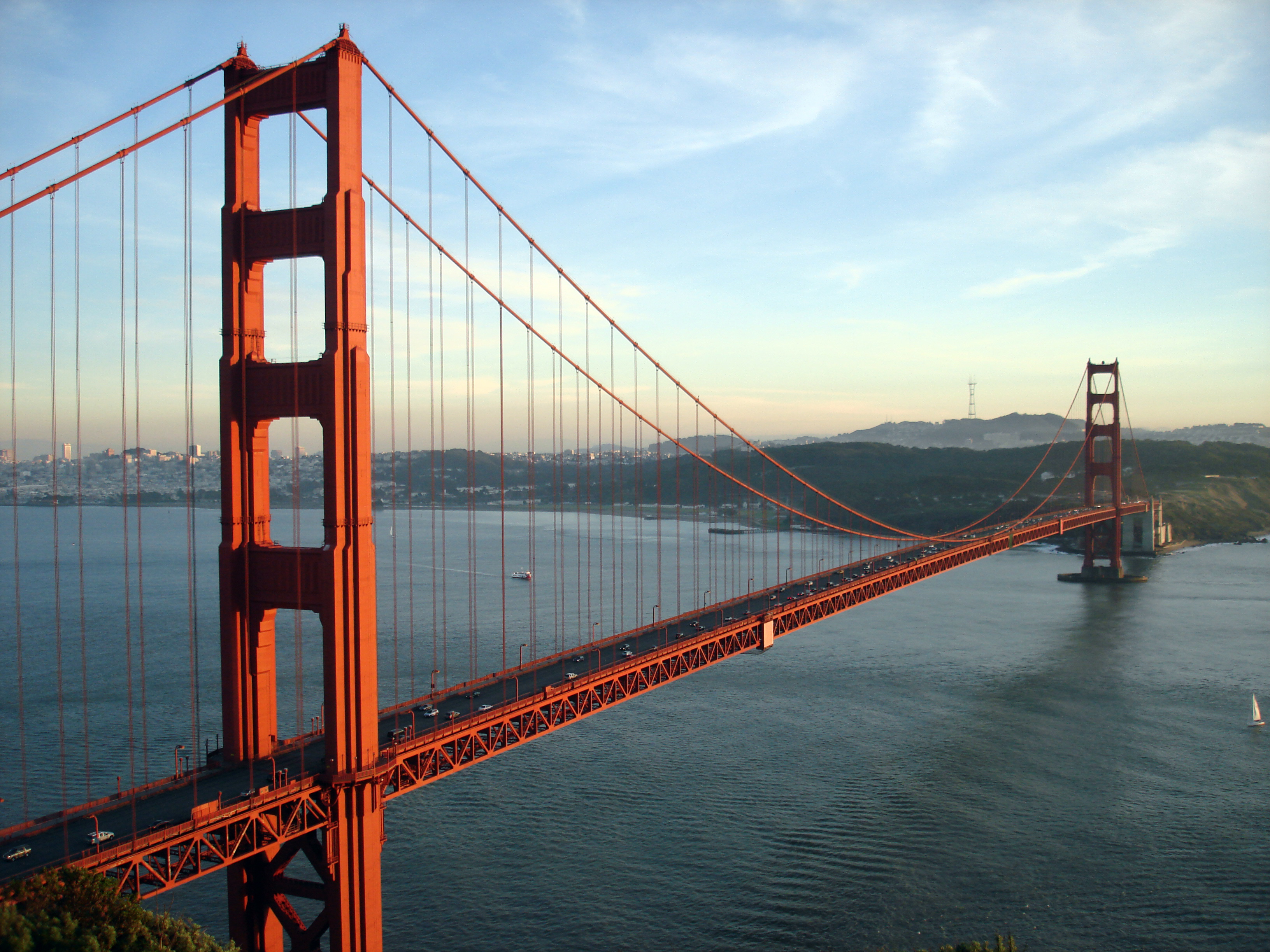
Golden Gate Bridge, 1937
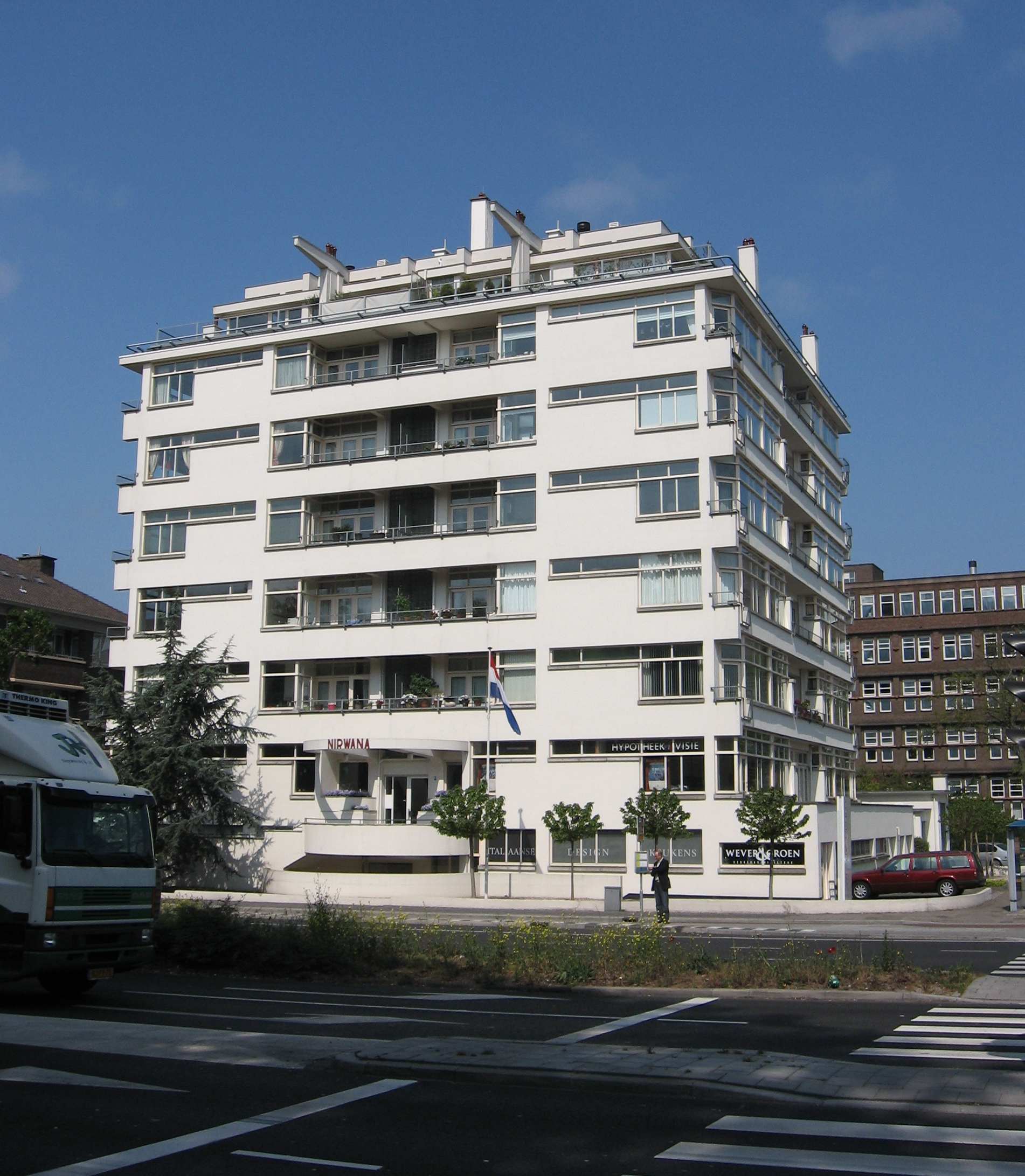
Nirwana-flat, Den Haag 1930
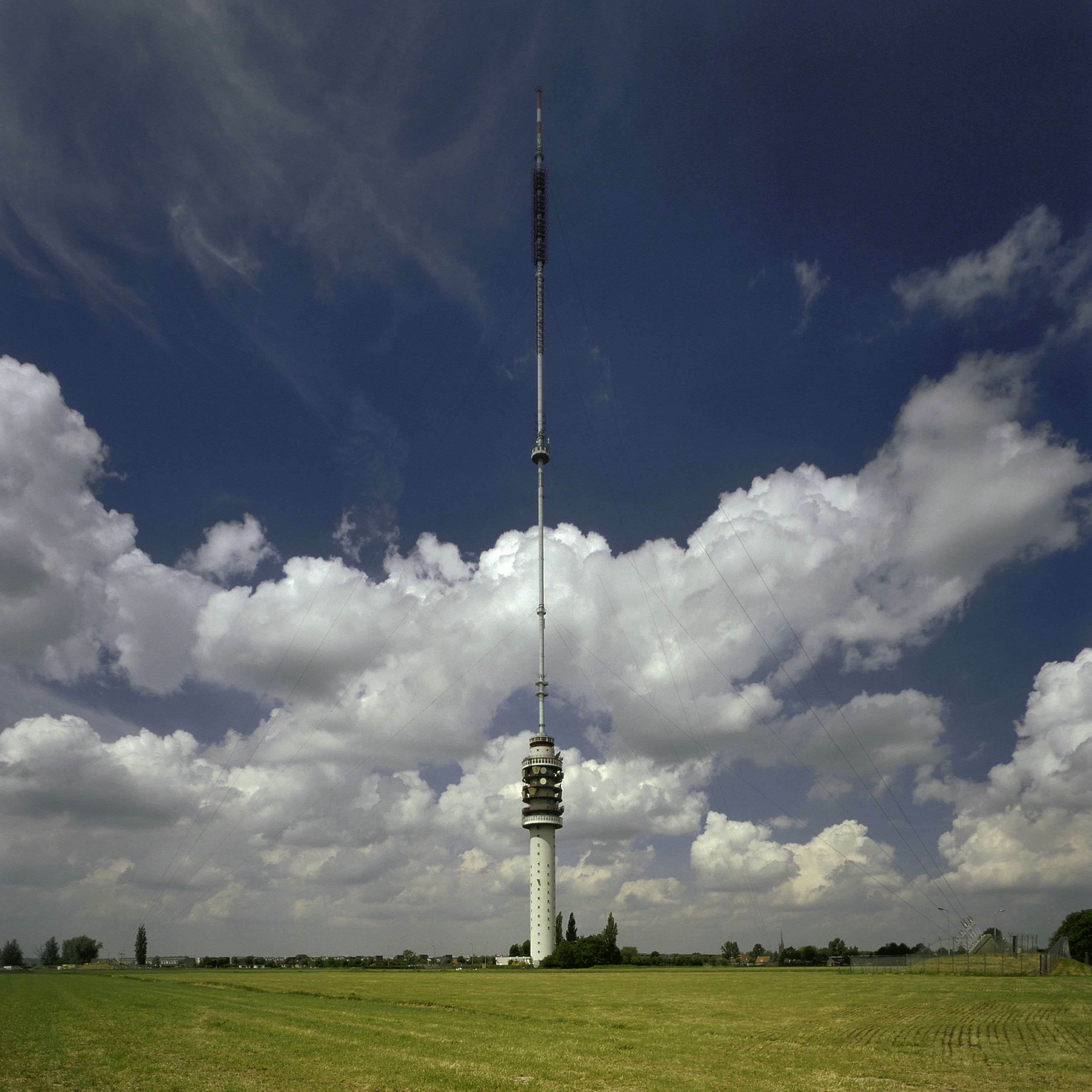
Gerbrandytoren, 1958-61
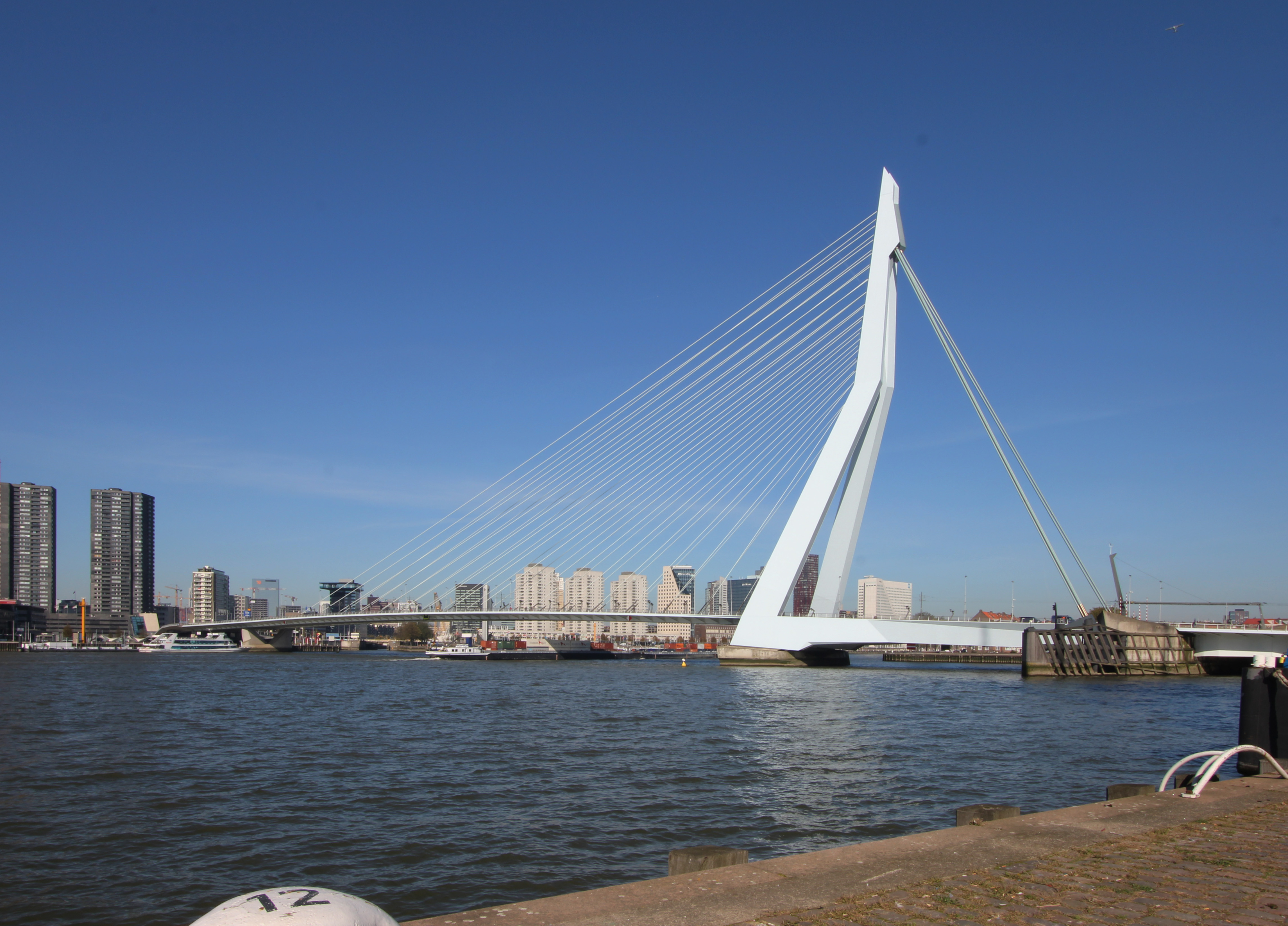
Erasmusbrug, 1996
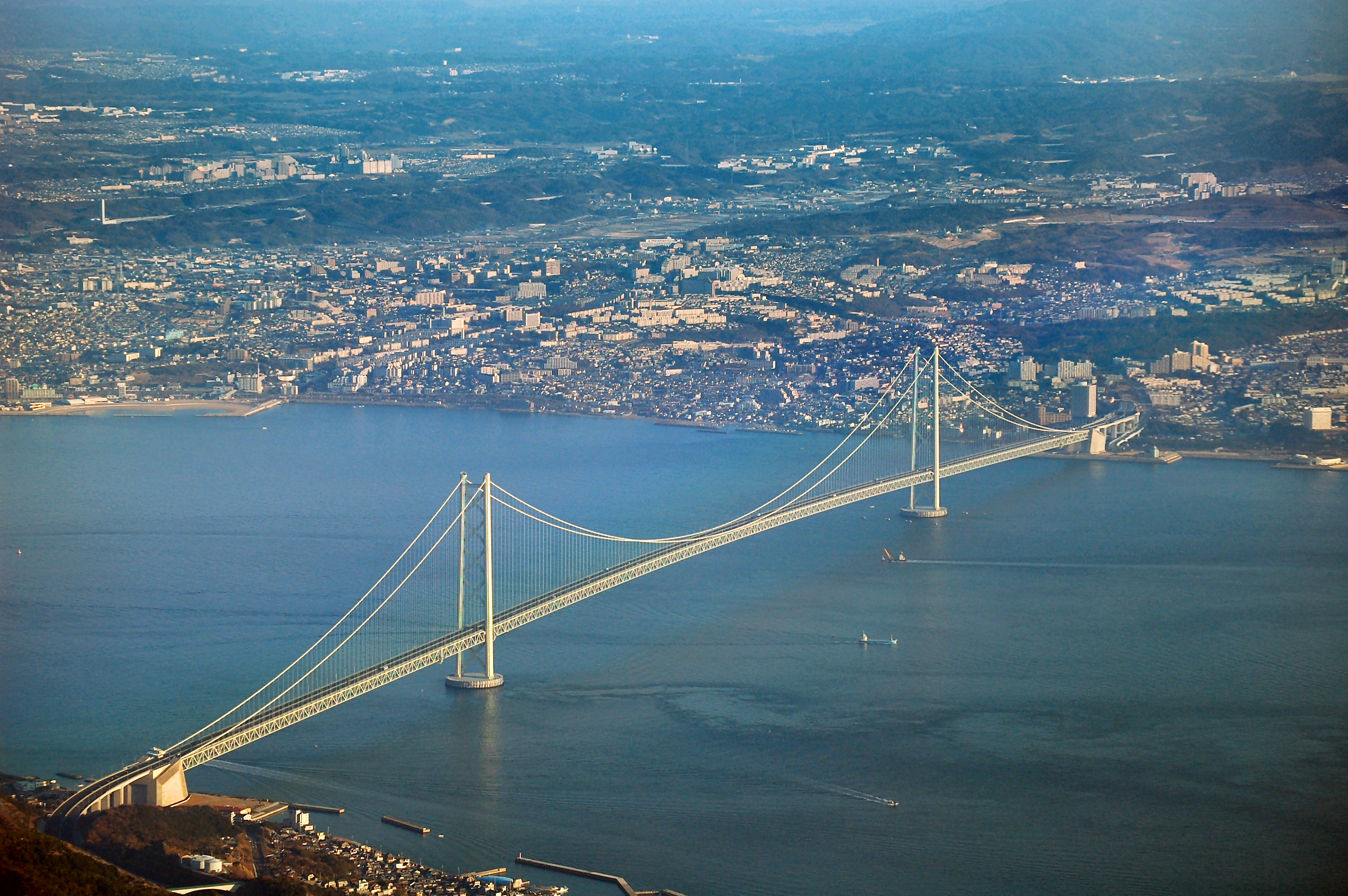
Akashi-Kaikyo-brug, 1998

## Staalbouw aspecten

### Staalbouw en architectuur
In op zichzelf staande staalbouwkundige kunstwerken vormt de constructie de architectuur, wat tot opmerkelijke en toonaangevende  projecten kan leiden. Dergelijke gebouwen en kunstwerken worden over het algemeen door een architect of architectenbureau ontworpen.
In gebouwen met staalconstructies hebben de staalconstructies veelal een dragende functie. Met enige regelmaat wordt de staalbouw ook aangewend om een gebouw zijn eigen karakteristieke architectonische vorm te geven. Een voorbeeld is het gebouw van het Centre Pompidou van de Britse architect Richard Rogers en de Italiaanse architect Renzo Piano, waar met een wirwar van stalen pijpen en buizen het gebouw als het ware binnenstebuiten is gekeerd.

### Fabricage, prefabricage en montage
De toepassingen van staalbouw in de bouwwereld en civiele techniek zijn wijdverbreid. Bij de woningbouw maakt veel gebruik van  systeembouw met prefabricage, waarbij men verder gebruik maakt van staalskeletbouw en of staalframebouw. Het onderscheid tussen beide is als volgt uitgelegd:
"Staalframebouw is niet hetzelfde als het in ons land meer bekende staalskeletbouw. Er zijn wel algemene overeenkomsten tussen de beide bouwmethoden: een gering eigen gewicht en een hoge bouwsnelheid. Maar constructief gezien verschillen ze als dag en nacht. Staalskeletbouw is het bouwen van lijnvormige elementen (liggers en kolommen) van warmgewalste profielen. Voor de benodigde afbouw wordt dit skelet ingevuld met wanden, vloeren en daken. Deze schijfvormige elementen zijn juist het uitgangspunt bij staalframebouw. Staalframebouw gebeurt met complete panelen voor wanden, gevels en daken. Aan de basis daarvan staan frames van koudgevormde C- en U-profielen, gemaakt uit dun staalplaat.
Naast staal wordt er nog veel gebruik gemaakt van houtskeletbouw. Bij hoogbouw is het gebruik van staalskeletbouw echter praktisch onontbeerlijk.

### Constructieve en bouwfysische eisen aan staalbouw
Constructieve en bouwfysische eisen aan staalbouw betreffen:
- Sterkte, stijfheid en stabiliteit
- Corrosiebestendigheid
- Brandveiligheid
- Akoestiek

## Publicaties
- Frans Bijlaard. Staalconstructies: onderzoek en productontwikkeling, Inaugurele rede Technische Universiteit Delft. 2001.
- E.J.F. Delsing, Industrialisering van de woningbouw, Het ontwikkelen van aanpasbare industriële woning- bouwsystemen toegelicht met de toepassing van staal in de woningbouw, Proefschrift TU Eindhoven, 1989.
- August van Neste, Staalbouw in perspectief. Afscheidsrede TUe 1984.
- A.G.W.J. Proveniers, H. Crijns en J.P.M. van Eldonk. Historische experimenten met flexibele bouwmethoden[dode link], Eindhoven : Technische Universiteit Eindhoven, 1989.
- Jan Stark. Over ijzer en staal, Intreerede TUe, 1986.
- Jelle Witteveen, Lessen uit de geschiedenis van de toegepaste mechanica, Intreerede TH Delft, Delftse Universitaire Pers, 1976.